# دفارز دور فلاندرز 2018
دفارز دور فلاندرز 2018 (بالإنجليزية: 2018 Dwars door Vlaanderen)‏ هو سباق دراجات هوائية، وهو الموسم رقم 73 من السباق، وأقيم في 28 مارس 2018، وامتدّ لمسافة 180.1 كيلومتر، وهو أحد سباقات طواف العالم للدراجات 2018، وهو من نوع سباق يوم واحد، وهو من نوع سباق الدراجات، وقد شارك في السباق 168 متسابقاً ووصل إلى نهايته 116 متسابقاً.
فاز فيه بالمركز الأول يفيس لامارت، وبالمركز الثاني مايك تيونسين، وبالمركز الثالث سيب فانمارك.

## الفرق
| فرق عالمية (17)- Quick-Step Floors - BMC Racing Team - AG2R La Mondiale - Lotto Soudal - Trek-Segafredo - Movistar Team - EF Education First-Drapac p/b Cannondale - Astana - Team Sunweb - Sky - UAE Team Emirates - Bahrain-Merida - Katusha-Alpecin - Dimension Data - Lotto NL-Jumbo - Bora-Hansgrohe - Mitchelton-Scott فرق قارية محترفة (8)- Vérandas Willems-Crelan ‏ - Israel Cycling Academy - Direct Énergie - Cofidis, Solutions Crédits - Wanty-Groupe Gobert - سبورت فلاندرين بالويس 2018 ‏ - بنجوال باوليز ساوكس دبليو بي ‏ - أكوا بلو سبورت 2018 ‏ |  |
| |  |

## التصنيف العام النهائي
| التصنيف العام | التصنيف العام       | التصنيف العام | التصنيف العام             | التصنيف العام     |        |
| الدراج        | الدراج              | البلد         | الفريق                    | الوقت             | السرعة |
| ------------- | ------------------- | ------------- | ------------------------- | ----------------- | ------ |
| 1.            | يفيس لامارت         | بلجيكا        | كويك ستب-فلورز            | 4 س 09 دقيقة 40 ث |        |
| 2.            | مايك تيونسين        | هولندا        | سنويب                     | + 2 ث             |        |
| 3.            | سيب فانمارك         | بلجيكا        | EF Education First-Drapac | + 2 ث             |        |
| 4.            | إيدفالد بواسون هاغن | النرويج       | دايمنشن داتا              | + 2 ث             |        |
| 5.            | مادس بيدرسن         | الدنمارك      | تريك سيغافريدو            | + 2 ث             |        |
| 6.            | زدينيك ستيبار       | التشيك        | كويك ستب-فلورز            | + 29 ث            |        |
| 7.            | تيسج بنوت           | بلجيكا        | لوتو سودال                | + 30 ث            |        |
| 8.            | جريج فان أفرمت      | بلجيكا        | بي إم سي راسينغ           | + 59 ث            |        |
| 9.            | نيكي تيربسترا       | هولندا        | كويك ستب-فلورز            | + 59 ث            |        |
| 10.           | جاسبر ستوفين        | بلجيكا        | تريك سيغافريدو            | + 59 ث            |        |

## وصلات خارجية
- الموقع الرسمي
- دفارز دور فلاندرز 2018 على موقع إحصائيات الدراجات الإحترافية (الإنجليزية)